# Travancore-oorlog
De Travancore-oorlog was een conflict tussen de Nederlandse Verenigde Oostindische Compagnie (VOC) en de Indiase staat Travancore die uitmondde in de Slag bij Colachel in 1741. 

## Oorzaken
De basis voor de oorlog werd gelegd toen de radja van Travancore zijn kleine koninkrijk wilde uitbreiden door territoriale conflicten aan te gaan met de naburige Koninkrijken Kayamkulam en Kollam in 1731.
Deze conflicten begonnen hun weerslag te krijgen op de VOC, die in deze gebieden factorijen voor de peperhandel bezat.
De vernietiging van gewassen maakte het moeilijk voor de Kollamse handelaren om hun overeenkomsten met de Nederlanders na te komen. In 1733 was de VOC-peperexport gedaald tot minder dan de helft van de hoeveelheid van 1730-1731.
Om de drie ruziënde koninkrijken te hulp te schieten zonden de Verenigde Nederlanden een aantal afgevaardigden naar het gebied om te bemiddelen. De diplomaten William Feling, Abraham Van De Welle, Ezechiel Rhabbi en Brouwer werden in mei 1734 naar Kayamkulam gestuurd om met de radja te onderhandelen. Deze vredesbesprekingen liepen echter op niets uit.
De annexatie van Eleyadathu Swarupam - het grootste peperproducerende gebied van zuidelijk Kerala - door de radja in 1737, maakte een confrontatie tussen hem en de VOC onvermijdelijk. De komst van Britse handelaren in de pepermarkt liet de prijzen alleen maar meer stijgen. Dit alles dwong de VOC om de aanval op de radja te openen, en in 1739 begon de Tavancore-oorlog, die leidde tot de Slag bij Colachel.

## Verloop
Een overwinningsmonument met details over de oorlog staat nog steeds bij de kust van Colachel. Er bestaan diverse mythes onder het lokale Mukkuvarvolk over deze oorlog. Zo wordt er onder andere gesproken over Mukkuvarvissers die de opdracht kregen zich langs de kust op te stellen met stokken langs de schouder, om van een afstand op soldaten te lijken. Dit om een psychologisch effect te bewerkstelligen op de Nederlandse Marine. 
De vissers waren allen rooms-katholiek (zij waren massaal bekeerd in de 16e eeuw) en werkten tijdens de oorlog nauw samen met de radja en zijn beschermelingen.